# وارث (النمسا)
وارث (بالألمانية: Warth) هي بلدية في منطقة بريغنز في ولاية فورارلبرغ النمساوية.